# Ben Spencer (Politiker)

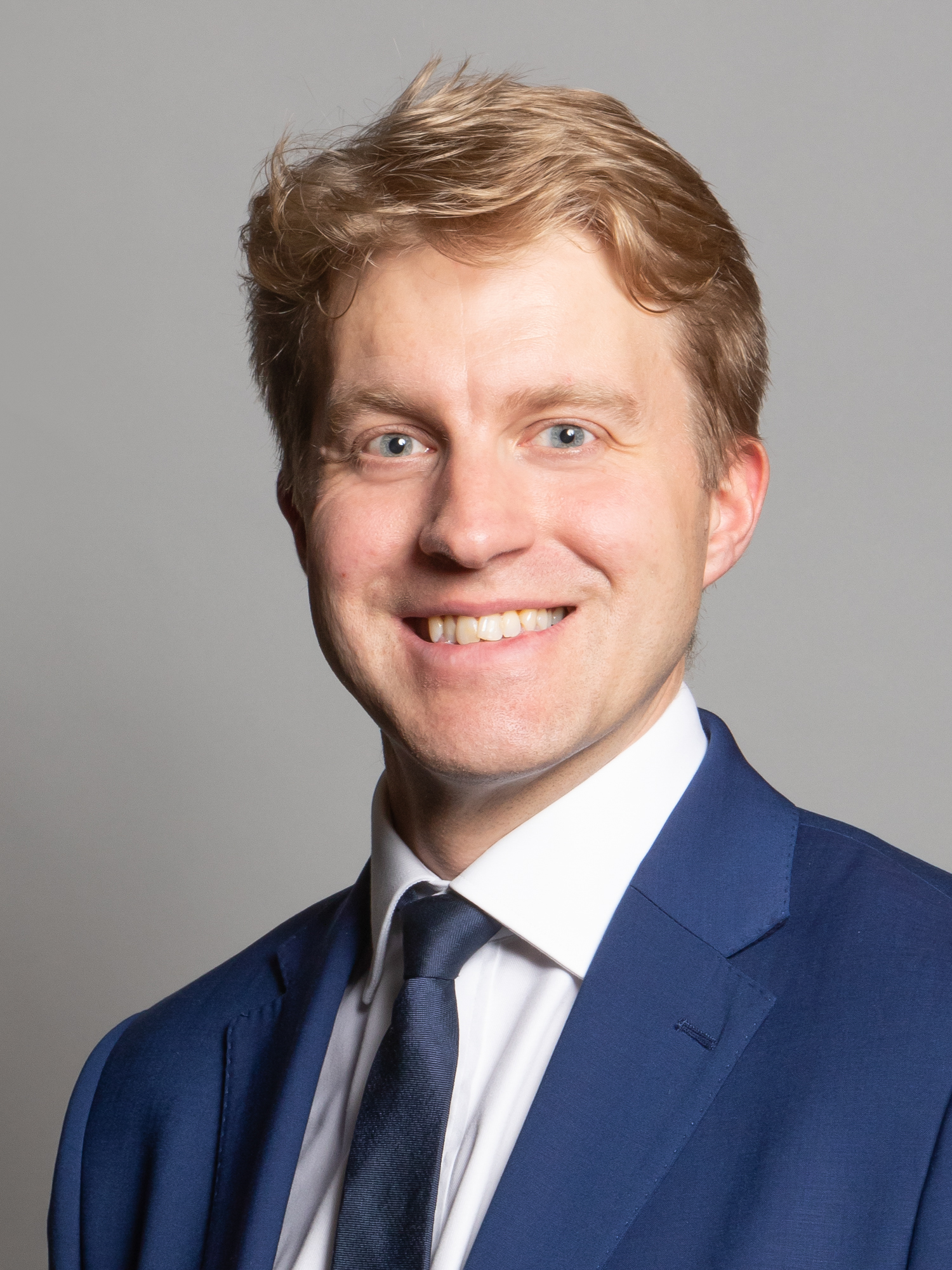
Ben Spencer (Januar 2020)

Benjamin Walter Jack Spencer MP (* 11. Dezember 1989 in Liverpool) ist ein britischer Politiker. Er gehört der Konservativen Partei an und vertritt seit der Unterhauswahl 2019 den Wahlkreis Runnymede and Weybridge im House of Commons.

## Karriere
Spencer ist studierter Psychiater und arbeitete vor seinem Gang in die Politik unter anderem am King’s College Hospital.
Im Zuge der Unterhauswahl 2017 bewarb sich Spencer im Wahlkreis Camberwell and Peckham gegen die Amtsinhaberin Harriet Harman (Labour Party) um einen Sitz im House of Commons. Dabei scheiterte er jedoch mit 12,8 % der Wählerstimmen.
Zwei Jahre später gewann er den Sitz des Wahlkreises Runnymede and Weybridge und trat damit dort die Nachfolge des ehemaligen Schatzkanzlers unter Premierministerin Theresa May, Philip Hammond, an, der sich aus der Politik zurückzog, nachdem er aus der Fraktion der Konservativen ausgeschlossen worden war.